# Entropia (termodinàmica estadística)
El concepte d'entropia va ser desenvolupat per primera vegada pel físic alemany Rudolf Clausius a mitjans del segle XIX com una propietat termodinàmica que prediu que certs processos espontanis són irreversibles o impossibles. En mecànica estadística, l'entropia es formula com una propietat estadística utilitzant la teoria de la probabilitat. La perspectiva d'entropia estadística va ser introduïda el 1870 pel físic austríac Ludwig Boltzmann, que va establir un nou camp de la física que va proporcionar l'enllaç descriptiu entre l'observació macroscòpica de la natura i la visió microscòpica basada en el tractament rigorós de grans conjunts de microestats que constitueixen sistemes termodinàmics.

## Principi de Boltzmann
Ludwig Boltzmann va definir l'entropia com una mesura del nombre d'estats microscòpics possibles (microestats) d'un sistema en equilibri termodinàmic, d'acord amb les seves propietats termodinàmiques macroscòpiques, que constitueixen el macroestat del sistema. Una il·lustració útil és l'exemple d'una mostra de gas continguda en un recipient. Els paràmetres fàcilment mesurables de volum, pressió i temperatura del gas descriuen la seva condició macroscòpica (estat). A nivell microscòpic, el gas consisteix en un gran nombre d'àtoms o molècules que es mouen lliurement, que xoquen aleatòriament entre si i amb les parets del recipient. Els xocs amb les parets produeixen la pressió macroscòpica del gas, que il·lustra la connexió entre els fenòmens microscòpics i macroscòpics.
Un microestat del sistema és una descripció de les posicions i moments de totes les seves partícules. El gran nombre de partícules del gas proporciona un nombre infinit de microestats possibles per a la mostra, però col·lectivament presenten una mitjana de configuració ben definida, que es mostra com el macroestat del sistema, al qual la contribució de cada microestat individual és insignificant. . El conjunt de microestats comprèn una distribució estadística de probabilitat per a cada microestat, i el grup de configuracions més probables explica l'estat macroscòpic. Per tant, el sistema es pot descriure com un tot per només uns quants paràmetres macroscòpics, anomenats variables termodinàmiques : l'energia total E, el volum V, la pressió P, la temperatura T, etc. Tanmateix, aquesta descripció només és relativament simple quan el sistema es troba en un estat d'equilibri.
L'equilibri es pot il·lustrar amb un exemple senzill d'una gota de colorant alimentari que cau en un got d'aigua. El colorant es difon d'una manera complicada, que és difícil de predir amb precisió. Tanmateix, després d'haver passat el temps suficient, el sistema assoleix un color uniforme, un estat molt més fàcil de descriure i explicar.
Boltzmann va formular una relació simple entre l'entropia i el nombre de microestats possibles d'un sistema, que es denota amb el símbol Ω . L'entropia S és proporcional al logaritme natural d'aquest nombre:
{\displaystyle S=k_{\text{B}}\ln \Omega }
La constant de proporcionalitat kB és una de les constants fonamentals de la física, i s'anomena constant de Boltzmann en honor al seu descobridor.
Com que Ω és un nombre natural (1,2,3,...), l'entropia és zero o positiva (ln 1 = 0, ln Ω ≥ 0).
L'entropia de Boltzmann descriu el sistema quan tots els microestats accessibles tenen la mateixa probabilitat. És la configuració corresponent al màxim d'entropia a l'equilibri. L'aleatorietat o el desordre és màxim, i també ho és la manca de distinció (o informació) de cada microestat.
L'entropia és una propietat termodinàmica igual que la pressió, el volum o la temperatura. Per tant, connecta la visió del món microscòpica i la macroscòpica.
El principi de Boltzmann és considerat com la base de la mecànica estadística.

## Fórmula d'entropia de Gibbs
L'estat macroscòpic d'un sistema es caracteritza per una distribució en els microestats. L'entropia d'aquesta distribució ve donada per la fórmula d'entropia de Gibbs, que porta el nom de J. Willard Gibbs. Per a un sistema clàssic (és a dir, una col·lecció de partícules clàssiques) amb un conjunt discret de microestats, si {\displaystyle E_{i}} és l'energia del microestat i, i {\displaystyle p_{i}} és la probabilitat que es produeixi durant les fluctuacions del sistema, llavors l'entropia del sistema és{\displaystyle S=-k_{\text{B}}\,\sum _{i}p_{i}\ln(p_{i})}Canvis d'entropia per a sistemes en estat canònic
Un sistema amb una temperatura ben definida, és a dir, un en equilibri tèrmic amb un dipòsit tèrmic, té la probabilitat d'estar en un microestat i donada per la distribució de Boltzmann.
Els canvis en l'entropia causats pels canvis en les restriccions externes estan donats per:{\displaystyle {\begin{aligned}dS&=-k_{\text{B}}\,\sum _{i}dp_{i}\ln p_{i}\\&=-k_{\text{B}}\,\sum _{i}dp_{i}(-E_{i}/k_{\text{B}}T-\ln Z)\\&=\sum _{i}E_{i}dp_{i}/T\\&=\sum _{i}[d(E_{i}p_{i})-(dE_{i})p_{i}]/T\end{aligned}}}La quantitat {\displaystyle k_{\text{B}}} és una constant física coneguda com a constant de Boltzmann. El factor restant de l'equació, tota la suma és adimensional, ja que el valor {\displaystyle p_{i}} és una probabilitat i, per tant, adimensional, i el logaritme és a la base de la constant matemàtica adimensional e. Per tant, les unitats derivades del SI a ambdós costats de l'equació són les mateixes que la capacitat calorífica:{\displaystyle [S]=[k_{\text{B}}]=\mathrm {\frac {J}{K}} }Aquesta definició continua sent significativa fins i tot quan el sistema està lluny de l'equilibri. Altres definicions assumeixen que el sistema es troba en equilibri tèrmic, ja sigui com un sistema aïllat o com un sistema a canvi amb el seu entorn. El conjunt de microestats (amb distribució de probabilitat) sobre els quals es fa la suma s'anomena conjunt estadístic. Cada tipus de conjunt estadístic (microcanònic, canònic, gran canònic, etc.) descriu una configuració diferent dels intercanvis del sistema amb l'exterior, variant des d'un sistema completament aïllat fins a un sistema que pot intercanviar una o més quantitats amb un embassament., com l'energia, el volum o les molècules. En cada conjunt, la configuració d'equilibri del sistema ve dictada per la maximització de l'entropia de la unió del sistema i el seu reservori, segons la segona llei de la termodinàmica (vegeu l'article de mecànica estadística).